# 利戈尼爾 (印地安納州)
利戈尼爾（英語：Ligonier）是一個位於美國印地安納州諾布爾縣的城市。

## 人口
根據2010年美國人口普查的數據，利戈尼爾的面積為7.26平方千米，當中陸地面積為7.26平方千米，而水域面積為0.00平方千米。當地共有人口4,405人，而人口密度為每平方千米606.75人。